# Gadmen

Vue aérienne (1956).

Gadmen  est une localité et une ancienne commune suisse du canton de Berne, située dans l'arrondissement administratif d'Interlaken-Oberhasli.

## Histoire
Depuis le 1er janvier 2014, la commune de Gadmen a été incorporée dans celle d'Innertkirchen.

## Les glaciers
- Le Steingletscher
- Le Triftgletscher
- Le Wendengletscher